# Боен ред
Боен ред, боен строй, тактически ред или тактическа формация е разположението, подреждането в боя на силите – отделните военни формирования и родове войски (пехота, кавалерия, бронирани бойни машини, самолети и кораби).
Боейните редове са открити при някои племена като папуа рере (от народа маори, Нова Зеландия). Използвани са в древните и средновековните боеве, сражения и битки под формата на формации тип „щитна стена“ или „стена от щитове“, древноримските фаланги и „костенурка“ и др.
Тактическите формации биват:
- линия – стандартна формация, използвана още в ранното военно дело, продължение на фалангите и щитната стена от въвеждането на огнестрелни оръжия с възможност за „залпов огън“ („пехотно каре“ при Наполеон)
- V-образна формация (за самолети)
- тип „рибена кост“
- ешелон
- колона
- клин

Авангардът е водещата линия на бойната формация, която отблъсква врага и осигурява напредване на войските.
Терминът не бива да се бърка с военната организация, която представлява структурата на въоръжените сили на дадена страна като тип военен потенциал, необходим за националната военна политика.